# Consiglio nazionale per la pace e per l'ordine
Il Consiglio nazionale per la pace e per l'ordine (in lingua thai: คณะรักษาความสงบแห่งชาติ; trascrizione RTGS: Khana Raksa Khwam Sa-ngop Haeng Chat) è la giunta militare alla guida della Thailandia dopo il colpo di Stato del 22 maggio 2014, che ha posto fine a un periodo di gravi incidenti e di grandi manifestazioni pro e anti-governative.

## Nome
In origine il nome scelto dalla giunta fu "Consiglio nazionale per il mantenimento della pace e dell'ordine", fu poi cambiato in "Consiglio nazionale per la pace e per l'ordine" il 24 maggio 2014.

## Origine della crisi
La lotta tra i monarchico-conservatori e l'emergente clan Shinawatra si accentuò la prima volta nel 2006, quando l'ex primo ministro e magnate Thaksin Shinawatra fu deposto da un colpo di Stato militare. Accusato di essersi arricchito grazie alla carica politica, imputato in diversi procedimenti penali e in esilio dal 2008, Thaksin sostiene che i processi a suo carico siano montature degli oppositori. Durante il suo mandato, l'ex primo ministro riscosse grandi consensi con una politica populistica di cui beneficiarono principalmente le fasce di popolazione rurale più povere del nord e del nord-est, che rappresentano i suoi maggiori serbatoi di voti.
Tale politica lese gli interessi della borghesia delle città e del sud del Paese, tradizionali roccaforti dei suoi avversari politici, e al tempo stesso aumentò sensibilmente il suo già ingente potere economico. Si è quindi creata una forte opposizione nei suoi confronti da parte di conservatori, monarchici, nazionalisti e militari legati al tradizionale establishment del Paese. I più accesi sostenitori degli Shinawatra sono tuttora le Camicie Rosse del Fronte Unito per la Democrazia contro la Dittatura, formatesi dopo il colpo di Stato del 2006, che inscenarono grandi manifestazioni nel 2010, quando i sostenitori di Thaksin erano all'opposizione, rendendosi protagonisti di una strenua resistenza all'esercito, il cui attacco contribuì a provocare 90 morti e 2000 feriti.
Dal 2006 gli Shinawatra ed i loro alleati si sono alternati al governo diverse volte con i rappresentanti dell'esercito e dei conservatori in genere, ed il conflitto tra le due fazioni si è periodicamente riacutizzato. I sostenitori di Thaksin hanno vinto tutte le elezioni tenutesi dal 2001 e hanno favorito la nomina a capo del governo di 5 dei propri rappresentanti. Di questi, due sono stati deposti da colpi di Stato (Thaksin nel 2006 e Niwatthamrong Boonsongpaisan nel 2014) e gli altri tre da sentenze della Corte Costituzionale (Samak Sundaravej e Somchai Wongsawat nel 2008, Yingluck Shinawatra nel 2014). Dopo il colpo di Stato del 2006 fu una giunta militare a controllare il Paese, mentre nel 2008 il governo fu affidato senza elezioni ai conservatori del Partito Democratico.

### Le dimostrazioni del 2013-2014
Il partito filo-Shinawatra Pheu Thai vinse le elezioni del 2011 e Yingluck Shinawatra, sorella di Thaksin, fu nominata prima ministra. Nel 2013, il suo governo propose una legge per garantire l'amnistia ai condannati per le vicende politiche degli ultimi anni. A beneficiarne sarebbe stato anche il fratello, che avrebbe quindi potuto rientrare dall'esilio. Questa prospettiva scatenò grandi dimostrazioni e presìdi in pianta stabile dell'opposizione conservatrice dal novembre 2013, che costrinsero Yingluck a ritirare la proposta di legge e a sciogliere la Camera dei deputati nel dicembre 2013 per indire le elezioni del febbraio 2014. Le elezioni furono annullate per il boicottaggio degli oppositori, che non avendo possibilità di vittoria continuarono la mobilitazione.
Yingluck continuò a governare ad interim in attesa di nuove elezioni, ma fu destitutita il 7 maggio 2014 da una sentenza della Corte Costituzionale che l'ha accusata di aver fatto nominare un proprio parente a capo della polizia. Un nuovo governo ad interim fu formato con altri politici della coalizione di Yingluck e affidato a Niwatthamrong Boonsongpaisan. Nelle settimane precedenti al colpo di Stato, si erano tenute anche dimostrazioni in supporto del governo e la tensione politica era notevolmente salita.

## Nascita del Consiglio e colpo di Stato
Costituitosi il 20 maggio 2014, il Consiglio inizialmente proclamò la legge marziale per interrompere le manifestazioni di entrambe le fazioni e porre fine ad un periodo di violenze in cui, a partire dall'inizio delle proteste in novembre, 28 persone avevano perso la vita e 700 erano state ferite in scontri e attentati legati alla crisi politica.
Convocati i capi delle due fazioni, i militari constatarono l'impossibilità di riconciliare le parti ed il 22 maggio effettuarono il colpo di Stato, il dodicesimo in Thailandia da quando fu concessa la prima Costituzione nel 1932. Il governo ad interim fu sciolto, la Costituzione (imposta nel 2007 dall'esercito) soppressa, vennero chiuse stazioni radio-televisive, entrò in vigore il coprifuoco sul territorio nazionale dalle 22 alle 5 e i dimostranti di entrambi gli schieramenti furono dispersi. Sono questi alcuni dei provvedimenti presi dalla giunta, che i due giorni precedenti aveva escluso la volontà di fare un colpo di Stato.
La mattina del 23 maggio, il comandante in capo del Reale Esercito Thailandese Prayuth Chan-ocha, leader del Consiglio e ideatore del colpo di Stato, si auto-proclamò primo ministro ad interim della Thailandia e convocò 23 leader politici nazionali nonché 114 esponenti delle dimostrazioni dei mesi precedenti. All'incontro partecipò la deposta prima ministra Yingluck Shinawatra, che fu tratta in arresto assieme ad alcuni familiari e a molti dei politici ed attivisti presenti, dopo che era stato loro notificato il divieto di lasciare il Paese.
Sentendosi defraudati, i capi delle Camicie Rosse preannunciarono la ripresa della lotta per ottenere libere elezioni, ma l'imponente spiegamento di militari sull'intero territorio nazionale e le misure restrittive prese dalla giunta hanno reso impossibile qualsiasi forma di organizzazione.
L'intervento della giunta di Prayuth viene ritenuto da molti governi stranieri un passo indietro nel processo di pace e democratizzazione del Paese, mentre ha creato manifestazioni di giubilo tra i dimostranti conservatori thailandesi.

### Membri del Consiglio del 22 maggio 2014
Il 22 maggio furono annunciati i membri della giunta militare. A tutto il 24 maggio del 2014, la lista con le funzioni dei membri della giunta era la seguente:
| Posizione nella giunta | Nome                      | Posizione militare                   | Posizione militare         | Posizione militare      | Incarico di governo |
| Posizione nella giunta | Nome                      | Forza Armata                         | Grado                      | Carica                  | Incarico di governo |
| ---------------------- | ------------------------- | ------------------------------------ | -------------------------- | ----------------------- | --- |
| Capo                   | Prayuth Chan-ocha         | Reale esercito thailandese           | Generale                   | Comandante in capo      | Primo ministro Comandante della Sicurezza Nazionale Ministro della Giustizia Capo dell'Ufficio anti-riciclaggio del Denaro Capo dell'Ufficio Nazionale del Budget Capo dell'Agenzia di Spionaggio Capo della Polizia Capo del Consiglio Nazionale di Sicurezza Capo dell'Ufficio dell'Attorney General |
| Vice capo              | Thanasak Patimaprakorn    | Quartier generale delle forze armate | Generale                   | Capo delle forze armate | Ministro della Difesa Ministro degli Esteri Ministro della Tecnologia Informatica e delle Comunicazioni Ministro dell'Interno |
| Vice capo              | Narong Pipathanasai       | Regia marina militare                | Ammiraglio                 | Comandante in capo      | Ministro dell'Istruzione Ministro della Sanità Ministro dello Sviluppo Sociale e della Sicurezza Umana |
| Vice capo              | Prajin Jantong            | Regia aeronautica militare           | Capo maresciallo dell'aria | Comandante in capo      | Ministro dell'Agricoltura e delle Cooperative Ministro del Commercio Ministro del Lavoro Ministro delle Finanze Ministro dei Trasporti |
| Vice capo              | Watcharapol Prasarnrajkit | Regia polizia                        | Generale                   | Alto commissario        | Capo dell'Ufficio della Casa Reale Capo del Consiglio di Stato Capo della Segreteria di Gabinetto Capo della Commissione del Servizio Civile Capo della Commissione a Protezione del Consumatore Capo della Segreteria della Camera dei Deputati Capo dell'Ufficio del Buddhismo Nazionale Capo della Commissione dello Sviluppo Nazionale Socio-economico Capo del Consiglio Nazionale di Ricerca Capo dell'Ufficio del segretario privato principale del re Capo dell'Ufficio del primo ministro Capo della Segreteria del primo ministro Capo del Dipartimento per le Pubbliche Relazioni Capo della Commissione per lo sviluppo del Settore Pubblico Capo della Segreteria del Senato Capo del Consiglio dei regi progetti di sviluppo Capo del Regio Istituto Responsabile dei fondi per la ricerca |
| Segretario generale    | Udomdet Sitabut           | Regio esercito                       | Generale                   | Vice comandante in capo | |
| Portavoce              | Winthai Suvaree           | Regio esercito                       | Colonnello                 | Portavoce dell'esercito | |

## Riforme previste
Tra i programmi inizialmente prospettati dalla giunta, uno dei più controversi fu quello relativo all'annunciata riforma della legge elettorale prima delle prossime elezioni. Durante le manifestazioni dei conservatori contro il governo di Yingluck Shinawatra, i capi delle opposizioni dichiararono più volte che l'emanazione di una nuova legge elettorale prima delle consultazioni era il presupposto fondamentale per porre fine alla propria mobilitazione. In particolare, i conservatori chiedevano che tale legge escludesse definitivamente la famiglia Shinawatra dal potere.
Il 22 luglio 2014, su proposta del governo militare, re Rama IX promulgò la Costituzione provvisoria, che garantì impunità ed enorme potere ai vertici della giunta. Il 1º agosto furono nominati i membri di un parlamento provvisorio, la maggior parte dei quali erano ufficiali dell'esercito e della polizia. Secondo il portavoce della giunta, l'organo legislativo avrebbe dovuto rimanere in carica fino alle nuove elezioni, previste per la fine del 2015. Il nuovo parlamento elesse all'unanimità Prayuth primo ministro della Thailandia il successivo 21 agosto.

Nei mesi successivi il Consiglio delle riforme bocciò il testo della nuova Costituzione che era in preparazione, giudicato poco democratico dai partiti. Le elezioni furono pertanto rinviate al 2017.

## Nuova Costituzione
Con la morte di re Rama IX il 13 ottobre 2016, salì al trono il figlio Vajiralongkorn (Rama X), che nei primi mesi di regno fu molto attivo politicamente allargando la sua sfera d'influenza nelle vicende interne thailandesi. L'imposizione dei suoi voleri alla giunta militare venne vista da alcuni osservatori come il tentativo di rafforzare il prestigio della monarchia nel Paese centralizzando il potere secondo uno stile di stampo assolutista, al contrario di quanto fece il padre Rama IX nei rapporti con le varie giunte militari che guidarono la Thailandia durante il suo regno. Il 6 aprile 2017 Vajiralongkorn controfirmò la nuova Costituzione definitiva preparata dalla giunta (la 20ª da quando fu introdotta la monarchia costituzionale nel 1932) che aumentò i poteri dei militari e della Corte costituzionale in ambito politico per prevenire il ritorno al potere di Thaksin Shinawatra e dei suoi alleati. In particolare la nuova Costituzione garantì alla giunta militare la nomina dei membri del Senato alle future elezioni, che dopo innumerevoli rinvii si tennero il 23 marzo 2019.

## Elezioni del 2019
Prayut si candidò a primo ministro con il nuovo Partito Palang Pracharath, pur non essendone iscritto. I leader del partito ricevettero pesanti critiche per la loro stretta relazione con la giunta militare e per le accuse di aver abusato dei loro incarichi nel governo dittatoriale per la raccolta fondi e la campagna elettorale in favore di Palang Pracharath. A fine gennaio, dopo che era stata fissata la data delle consultazioni, quattro ministri dell'esecutivo di Prayut diedero le dimissioni per concentrarsi sulla campagna elettorale. Il giorno dopo fu annunciato che i candidati del partito per la carica di primo ministro erano Prayut Chan-o-cha, Uttama Savanayana e il vice-primo ministro Somkid Jatusripitak. Il successivo 8 febbraio il partito scelse come candidato unico Prayut, che non era membro del partito in quanto la Costituzione del 2017 voluta dai militari prevedeva questa possibilità.
Gruppi per i diritti civili e osservatori politici criticarono il sistema di voto e la Commissione elettorale per i molti errori e irregolarità riscontrate. I 250 membri del Senato, secondo quanto previsto dalla Costituzione, dovevano essere scelti dalla giunta, rendendo difficile la vittoria nelle consultazioni per le opposizioni. Anche l'esito finale fu aspramente contestato, vi furono diversi rinvii sull'annuncio dei risultati definitivi, che secondo il comitato organizzatore avrebbe potuto essere disponibile il 9 maggio. Politici del Pheu Thai sostennero che vi erano stati brogli e che avrebbero fatto ricorso alla magistratura. Il primo annuncio ufficiale dei risultati parziali fu il 26 marzo, con il Partito Pheu Thai in vantaggio come numero di seggi, con una maggioranza non assoluta, seguito a breve distanza dal Partito Palang Pracharath, che fu guidato da Prayuth e poté invece contare su un numero maggiore di voti a livello nazionale. Terzo fu il Partito del Futuro Nuovo, seguito dal Partito Democratico e dal Partito Bhumjaithai. Il 27 marzo, i rappresentanti di Pheu Thai, Partito del Futuro Nuovo, Partito Liberale Thai, Partito Phea Chart, Partito Prachachat, Potere del Popolo Thai e Partito della Nuova Economia, che insieme ottennero 255 seggi dei 500 seggi alla Camera, annunciarono di voler formare una coalizione di governo in opposizione ai programmi della giunta militare. Anche il Partito Phalang Pracharath affermò di aver vinto le elezioni come formazione che ricevette il maggior numero di voti e di avere quindi il diritto di formare il nuovo governo.
Nuovi risultati del voto furono annunciati l'8 maggio, il numero dei seggi assegnati ai partiti differì in modo determinante da quello annunciato il 28 marzo. La Commissione elettorale aveva cambiato i criteri durante la lunga fase di scrutinio abbassando la soglia per l'assegnazione di un seggio da 71.000 a 30.000 voti e fece sapere che la soglia annunciata in precedenza non rispecchiava l'esigenza di avere più seggi distribuiti alle liste dei partiti. La Commissione aveva potuto operare il cambiamento dopo che la Corte costituzionale la autorizzò a formulare il nuovo sistema di calcolo. Con il nuovo sistema, i partiti del fronte democratico potevano arrivare a 245 seggi e i 10 seggi di differenza furono assegnati a partiti minori che garantirono una risicata maggioranza alla coalizione sostenuta dai militari. Il cambiamento dei criteri di assegnazione dei seggi da parte della Commissione elettorale provocò un'aspra contestazione dei partiti del fronte democratico, in particolare Pheu Thai e Futuro Nuovo, che annunciarono di voler ricorrere a ogni possibile via legale per contrastare questo che definirono un abuso dei militari.
Anche i risultati annunciati l'8 maggio furono provvisori, con il congelamento dei risultati di una circoscrizione della provincia di Chiang Mai dove uno dei candidati locali era stato squalificato. Grazie alle modifiche della Commissione elettorale e alla nuova assegnazione dei seggi, i partiti che appoggiavano la giunta riuscirono a strappare altri due seggi nelle nuove votazioni del 26 maggio a Chiang Mai, malgrado la schiacciante vittoria di Phue Thai. Furono così 10 i seggi totali persi dal fronte democratico, in particolare dal Partito del Futuro Nuovo, e i 10 partiti minori che se li assicurarono si allearono con la coalizione filo-militare. Nel frattempo il nuovo Parlamento si era riunito per la prima volta due giorni prima e, grazie anche al voto dei 250 senatori scelti dalla giunta militare, il 5 giugno fu confermato primo ministro Prayut, che ottenne 254 voti dai parlamentari della Camera bassa.